# Salsamenta
La salsamenta era el pescado en salazón en la Roma antigua. La salazón era la conserva por excelencia del mundo romano de la antigüedad. Tenía un papel muy importante en la economía del imperio, ya que permitía las importaciones/exportaciones de recursos desde las provincias a Roma y permitía que productos perecederos tras el tratamiento en las factorías de salazón, pudieran entrar en la red comercial. También era la única forma para que las poblaciones del interior, lejanas a la costa pudieran consumir esta fuente de proteínas.
En la Antigüedad, ya se conocían las propiedades conservantes de la sal, tanto para los antiguos egipcios como para los fenicios y cartagineses o púnicos. Estos últimos, pueblos dedicados a las actividades mercantiles por excelencia, comercializaban los productos de la salazón. En la península ibérica, eran muy conocidas las factorías del Gadir del siglo V a. C. hasta el Gades del siglo V d. C. (1)

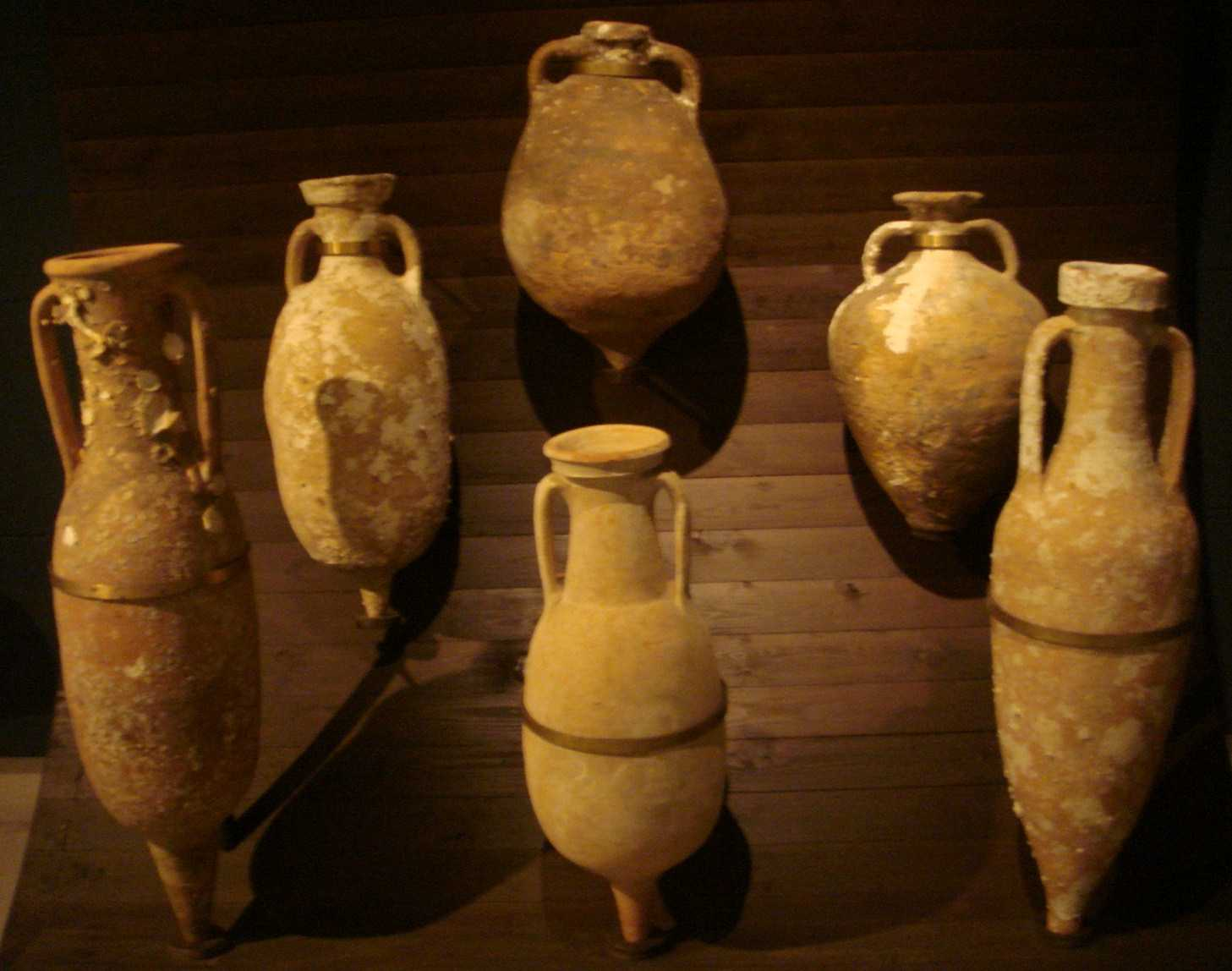
Ánforas en el Museo de Cádiz

En el mundo romano, la salsamenta se elaboraba en factorías de salazón o Cetariae, situadas obviamente muy próximas al mar. Estas Cetariae tenían vocación de permanencia, construyéndose edificios para tal fin. En el caso de otros pueblos, la actividad salazonera se desarrollaba en instalaciones temporales, según duraba la pesca extractiva estacional, por imperativo del ciclo vital de la piscifauna, desmontándose tras la campaña. Estas migraciones de los peces podían ser: Migración errática trófica, en la que se pescaba con caña o por arrastre de aparejos; migración genética, de viaje nupcial, pescándose con almadrabas de derecho o de paso y migración metagenética o de retorno, que se capturaba con almadrabas de revés. En estas últimas el atún era el protagonista. (2)
Especialmente importantes eran las cetariae situadas en el entorno del Estrecho de Gibraltar, especialmente en Hispania (provincia Ulterior-Bética) y de la Mauritania Tingitana en el Norte de África. (3)
En estas cetariae se llevaría a cabo el tratamiento de limpieza, troceado del pescado, los procesos de salazón y el envasado. Precisamente, estos últimos implican también la presencia de industrias complementarias como la alfarería y la producción de sal. El envasado se hacía en contenedores cerámicos o amphorae, que se realizaban en talleres alfareros o figlinae que solían situarse cerca de las cetariae, y para su funcionamiento, se necesitaba como materia prima, la arcilla, pero también combustible, siendo la madera imprescindible, lo que implicaba otras actividades secundarias y una división del trabajo, con oficios especializados. Respecto a la actividad salinera, que era fundamental para el proceso, ya que las cetariae requerían de un consumo cotidiano muy elevado, se necesitaba una explotación en salinas, sobre todo las marinas (salinae maritimae). (4)
De cómo se elaboraba, disponemos de escasas fuentes literarias; el gaditano Columela, en el siglo I describe el proceso de elaboración cuando trata de cómo preparar el cerdo en salazón, añadiendo que se realizaba igual que el pescado en salazón. Consistía básicamente en limpiar el pescado, cortarlo en rodajas, situarlo en un contenedor cerámico o amphorae, sobre sucesivas capas de sal “cocida y ligeramente fragmentada”, cubriéndolas totalmente, situando un peso en la parte superior, tapándola y dejándola así en salmuera, y de esta manera se podía consumir “siempre” (5).

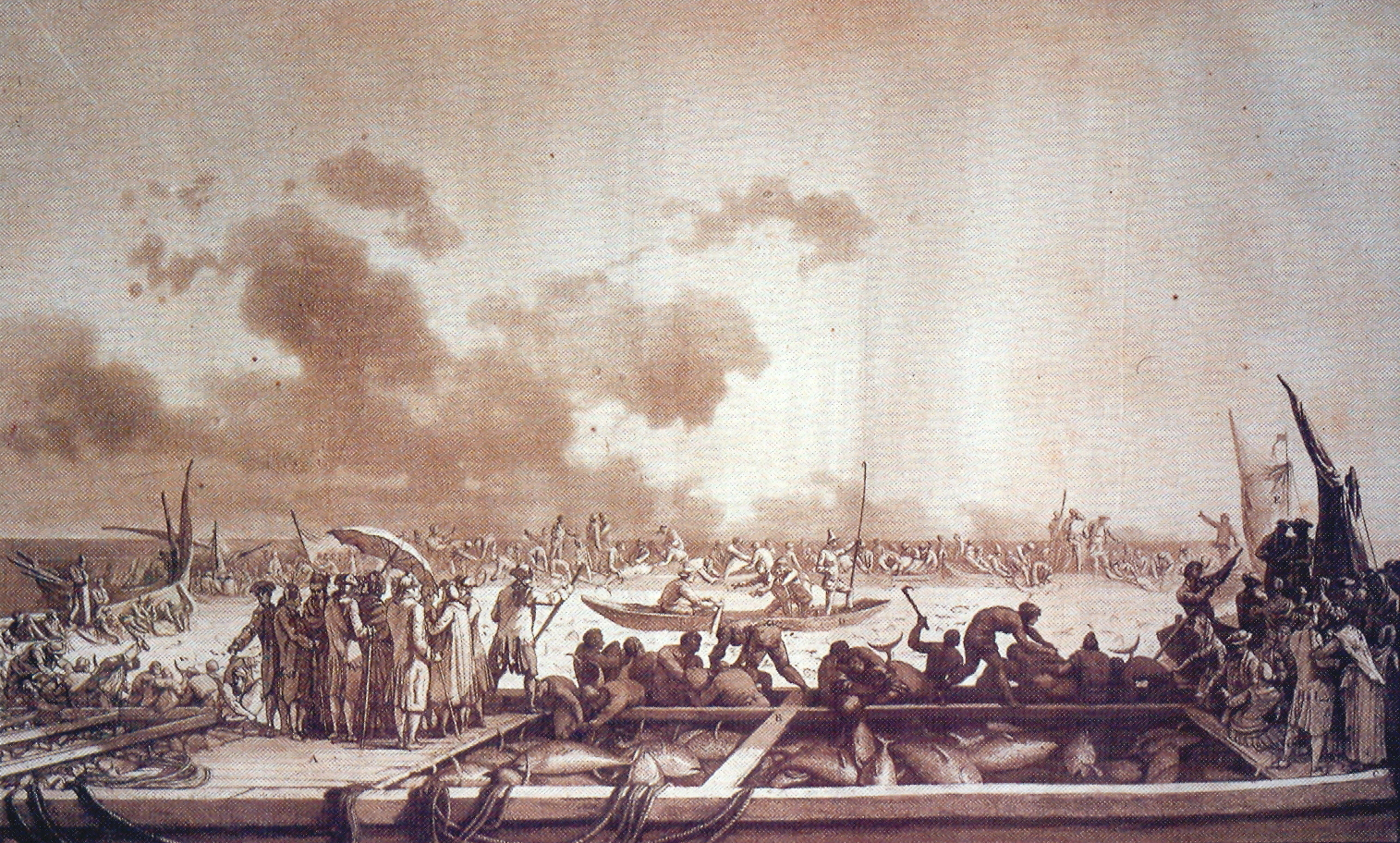
La pesca del atún. Aguafuerte de Jean-Pierre Houël.

## Tipos de pescados utilizados
Además de las fuentes literarias, las fuentes arqueológicas, aportan también mucha información, al aparecer numerosas cetariae, gracias a los restos de ictiofauna encontrados en sus contenedores anfóricos o en el fondo de las piletas de la cetaria, mediante análisis se han podido comprobar la variada tipología de peces utilizados. Los escómbridos o Scombridae, “pescados azules”, que eran ideales por su alto contenido calórico al ser ricos en grasas, eran los más empleados, entre los cuales se puede situar al atún rojo (Thunnus Thynnus), la caballa (Scomber Scombrus), el bonito (Sarda Sarda) o la melva (Auxis Rochei). Pero la explotación salazonera podía explotar otros productos del mar como la malacofauna, en especial la ostra. (6)

## Productos y subproductos: las salsas
Además de salsamentum, las cetariae elaboraban una amplia gama de productos derivados, siendo especialmente relevantes las salsas, como el garum, la liquamina o liquamen, la Muria, el Allex (allex, hallec o hallex) o la cordula. El más conocido era el Garum, que sería el producto primario, de mejor calidad, resultado de la autofermentación de las partes no cárnicas del pescado en un medio salino. Este garum tenía además muchos variantes, dependiendo de los tipos de peces utilizados, e incluso por las especias y otros productos que se utilizaban en su elaboración, como el vinagre, miel, vino, aceite, agua, pimienta, hierbas aromáticas, incluso otras carnes de origen terrestre (7).

## Las referencias literarias
Las referencias literarias sobre estos productos son muchas, a ellas se refieren,por ejemplo Apuleio o Apuleyo(De Med. Herb. 4.2) , Aristóteles (Mir. Ausc. 136 [sobre los salazones “fenicios de Gadir”]), Ausonio (Ep. 21), Cicerón (Pro leg. Man. 16), Columela (De Rusticae. XII, 53, 4) Eliano (De Nat. Animal XIII, C.6), Estrabón (3.2.1 C.141), Galeno (Vol. 12 637 K), Horacio (Nav, 23 (3.p.223)), Pedanio Dioscórides (Vol. 1.45 3.p.176,6), Plinio el Viejo (Naturalis Historia, XXXI, 93, 95), Séneca (Epistulae Morales 95,25), (Naturales Quaestiones 3.17.2-3), o Marco Terencio Varrón (De agricultura III, 17), entre otros, pero tal vez la más conocida es la obra de Apicio, el tratado culinario De Coquinaria, que utiliza el garum repetidamente.

## Sectores económicos implicados
Esta industria salazonera implicaba un amplio abanico de actividades, que abarcaban los tres sectores básicos de la economía:
Sector Primario:
La pesca extractiva, relevante en la costa suroccidental de la península ibérica era la pesca de túnidos.
La producción en piscifactorias, de las que habla también Columela en su tratado de agricultura De Rusticae . (8)
Sector Secundario:
Industrias. Fabricación de salsas (Garum y derivados) y salazones (Salsamentum), con numerosas variantes. Factorías de salazón.(Cetariae)
Industrias alfareras, necesidad de ingentes cantidades de contenedores cerámicos. Los alfares (Figlinae).
Explotaciones salineras. (Salinae maritimae). También eran conocidas otras como la sal de mina y de lagos salados, según describe Plinio. (9)
Sector terciario:
Comercialización de los productos derivados de la industria.
Fiscalización por parte del Estado, el Imperio romano.

## Principales Factorías de salazón en el Estrecho de Gibraltar
Provincia de la Bética, Conventus Gaditanus:
- Gades (Cádiz)
- Baesippo (Barbate)
- Baelo Claudia (Bolonia)
- Iulia Traducta (Algeciras)
- Carteia (Guadarranque, San Roque)
- Barbesula (Guadiaro, San Roque)

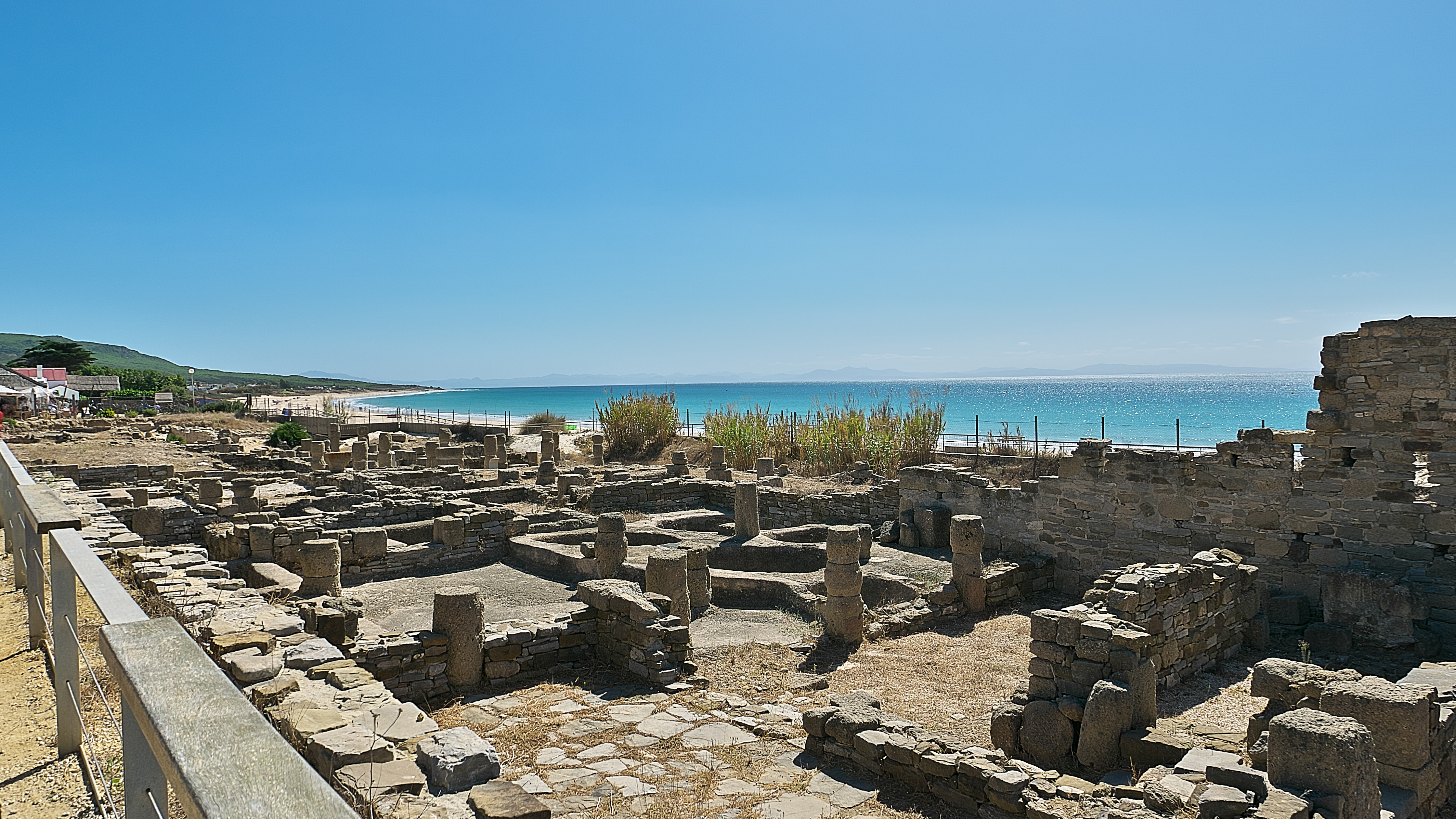
Factoría de salazones de Baelo Claudia

Provincia de la Mauritania Tingitana:
- Septem Fratres (Ceuta)
- Tingis (Tánger)
- Cotta
- Alcazarseguir
- Tahaddart
- Kouass
- Lixus (Larache). (10)